# Гавиле (Анкона)
Гавиле је насеље у Италији у округу Анкона, региону Марке.
Према процени из 2011. у насељу је живело 56 становника. Насеље се налази на надморској висини од 335 м.